# Stylochaeton kornasii
Stylochaeton kornasii är en kallaväxtart som beskrevs av François Malaisse och Paul Rodolphe Joseph Bamps. Stylochaeton kornasii ingår i släktet Stylochaeton och familjen kallaväxter. Inga underarter finns listade.